# آرتور یانوشاک
آرتور یانوشاک (لهستانی: Artur Janusiak؛ زادهٔ ۵ فوریهٔ ۱۹۷۱) بازیگر و صداپیشه اهل لهستان است.
از فیلم‌ها یا مجموعه‌های تلویزیونی که وی در آن‌ها نقش داشته‌است، می‌توان به خبرچینان، ۱۶۷۰، یخ‌ژاله، صفر، روزگار خوش، خانه، طایفه، در خوشی و سختی، ع چون عشق، خودِ زندگی، در خیابان سپولنی، کارآگاهان جنایی، شمش‌سازان، عشق اول، ماگدا ام.، خانه کشیش، دو روی سکه، تیم، هتل زرافه و کرگدن، درخت سحرآمیز، پرستار کودک، دوران افتخار، هتل ۵۲، پدر متیو، رنگ‌های خوشبختی، دوستان، مرز، قرارداد، دختران جنگ، ۳۹ و نیم، صد سال خاندان وینیخ، سیاره مجرد، ایدا، رز کوچک، عشقِ بزرگِ کوچک و هفته مقدس اشاره نمود.